# シナプス接着分子
シナプス接着分子（シナプスせっちゃくぶんし、synaptic adhesion molecule）は、神経系のシナプス形成や構築に関わる細胞接着分子のことである。

## シナプス接着分子の機能
- シナプスの安定化
- シナプスを介した特異的神経回路形成（標的認識）
- シナプスの分化
- シナプス構造の制御、リモデリング

## シナプス接着分子の例
- カドヘリン（クラシックカドヘリン）
- 免疫グロブリンスーパーファミリー
- ニューロリギン、ニューレキシン